# چشمان مار (فیلم ۱۹۹۸)
چشمان مار (انگلیسی: Snake Eyes) فیلمی در ژانر جنایی به کارگردانی برایان دی پالما است که در سال ۱۹۹۸ منتشر شد.

## داستان
ریکی سانتورو یک پلیس فاسد شهر آتلانتیک است که در شب مسابقات قهرمانی بوکس سنگین‌وزن که در یک کازینو برگزار می‌شود او یکی از مأمورین حفاظتی می‌باشد. اما در این شب یکی از اعضای برجسته دولت که در آنجا حضور دارد توسط یک تیرانداز به قتل می‌رسد. ریکی مأمور رسیدگی به پرونده این قتل می‌شود و به زودی متوجه توطئه ای می‌شود که در پشت این قتل وجود داشته …

## بازیگران
- نیکلاس کیج
- گری سینایس
- جان هرد
- کارلا گوجینو
- کوین دان
- دیوید آنتونی هیگینس
- لوئیس گازمن
- استن شو
- مارک کاماچو
- چیپ زاین